# Institut auf dem Rosenberg
Institut auf dem Rosenberg (registrerat namn: Institut auf dem Rosenberg – The Artisans of Education, ofta endast Rosenberg) är en privat internationell internatskola som ligger i St. Gallen, Schweiz. Rosenberg grundades år 1889 och är idag en av de 
äldsta och ledande internationella skolor för elever från 6 till 19 år i Schweiz. Skolan ligger vackert inbäddad mellan Bodensjön och Alpstein alperna. Skolan ägs och drivs av familien Gademann.

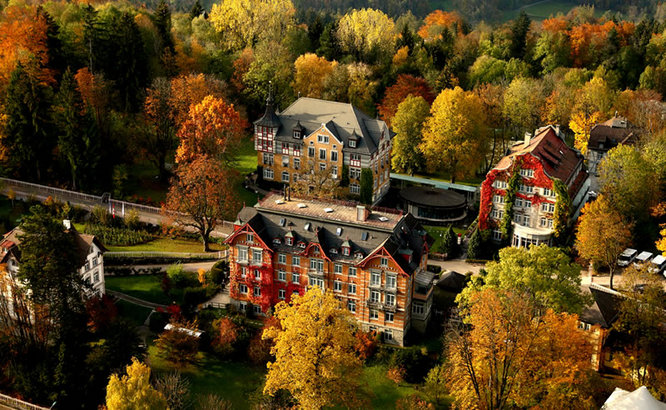

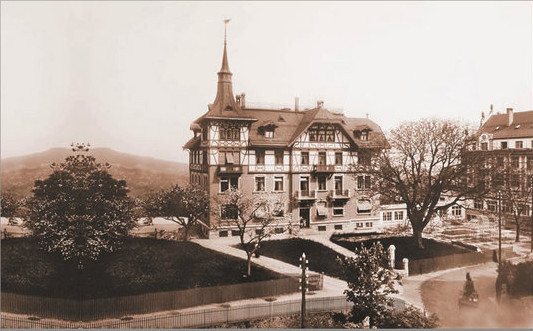

## Historien
Internatskolan Institut auf dem Rosenberg grundades 1889 av Ulrich Schmidt och bar också hans namn, Institut Dr. Schmidt. När skolans grundare avled 1924, döptes skolan om och förvärvades av familjen Gademann 1944. Idag driver den fjärde generationen av familien Gademann Institut auf dem Rosenberg. Skolans motto: "Målet med all utbildning är att lära sig leva livet." (ett citat av den schweiziska pedagogen Johann Heinrich Pestalozzi), är grunden av skolans utbildningsfilosofi.

## Framstående alumni
Bland Alumni från Institut auf dem Rosenberg finns många kända företagsledare, politiker, forskare och vetenskapsmän, designer, internationella kungligheter och kända dynastier. Skolan följer en strikt sekretesspolicy och bekräftar eller bestrider därför varken namn av 
aktuella eller tidigare elever. Ett undantag är Mario J. Molina, som fick Nobelpriset i kemi.

## Utmärkelser
Rosenberg utnämndes 2019 till "Most Prestigious International Boarding School" av Corporate Vision Magazine.  Skolan är medlem i Swiss Federation of Private Schools 
(SFPS) och medlem i Swiss Group of International Schools (SGIS).